# Torrens University Australia
 (septembre 2023).
La mise en forme du texte ne suit pas les recommandations de Wikipédia : il faut le « wikifier ».
Les points d'amélioration suivants sont les cas les plus fréquents. Le détail des points à revoir est peut-être précisé sur la page de discussion.
- Les titres sont pré-formatés par le logiciel. Ils ne sont ni en capitales, ni en gras.
- Le texte ne doit pas être écrit en capitales (les noms de famille non plus), ni en gras, ni en italique, ni en « petit »…
- Le gras n'est utilisé que pour surligner le titre de l'article dans l'introduction, une seule fois.
- L'italique est rarement utilisé : mots en langue étrangère, titres d'œuvres, noms de bateaux, etc.
- Les citations ne sont pas en italique mais en corps de texte normal. Elles sont entourées par des guillemets français : « et ».
- Les listes à puces sont à éviter, des paragraphes rédigés étant largement préférés. Les tableaux sont à réserver à la présentation de données structurées (résultats, etc.).
- Les appels de note de bas de page (petits chiffres en exposant, introduits par l'outil «  Source ») sont à placer entre la fin de phrase et le point final[comme ça].
- Les liens internes (vers d'autres articles de Wikipédia) sont à choisir avec parcimonie. Créez des liens vers des articles approfondissant le sujet. Les termes génériques sans rapport avec le sujet sont à éviter, ainsi que les répétitions de liens vers un même terme.
- Les liens externes sont à placer uniquement dans une section « Liens externes », à la fin de l'article. Ces liens sont à choisir avec parcimonie suivant les règles définies. Si un lien sert de source à l'article, son insertion dans le texte est à faire par les notes de bas de page.
- La présentation des références doit suivre les conventions bibliographiques. Il est recommandé d'utiliser les modèles {{Ouvrage}}, {{Chapitre}}, {{Article}}, {{Lien web}} et/ou {{Bibliographie}}. Le mode d'édition visuel peut mettre en forme automatiquement les références.
- Insérer une infobox (cadre d'informations à droite) n'est pas obligatoire pour parachever la mise en page.

Pour une aide détaillée, merci de consulter Aide:Wikification.
Si vous pensez que ces points ont été résolus, vous pouvez retirer ce bandeau et améliorer la mise en forme d'un autre article.
 (octobre 2023).
34° 55′ 42″ S, 138° 36′ 14″ E
Torrens University Australia est une université privée internationale australienne à but lucratif et un organisme de formation enregistré à vocation professionnelle, avec des campus à Sydney, Melbourne, Brisbane, Adelaide, Blue Mountains en Australie, à Auckland en Nouvelle-Zélande et à Suzhou en Chine. Depuis 2022, l'université compte environ 21 000 étudiants inscrits
Torrens University Australia, ainsi que Think Education et Media Design School, forment ensemble Torrens Global Education, qui fait partie de Strategic Education, Inc.

## Histoire
En octobre 2011, gouvernement d'Australie du Sud a approuvé la demande de Laureate Education Asia visant à fonder une université privée. Lors de sa création, Torrens University est devenue la 33e université d'Australie et la première nouvelle université en 20 ans.
L'autorisation pour la création de la nouvelle université a été accordée par le Cabinet d'Australie du Sud à la suite des négociations du premier ministre Mike Rann en Australie et à Cancun, au Mexique, avec le président de Laureate, Douglas Becker, et le chancelier Michael Mann. Le chancelier honoraire de Laureate et ancien président des États-Unis, Bill Clinton, a publiquement soutenu le projet australien.
Le président fondateur et vice-chancelier était Fred McDougall, ancien vice-chancelier adjoint et vice-président de l'Université d'Adélaïde.
Torrens University Australia a été accréditée par l'Agence de qualité et de normes de l'enseignement supérieur (TEQSA) en 2012. Initialement prévue pour ouvrir en 2013, l'université a finalement commencé ses enseignements en 2014. En septembre 2019, Torrens University a été réaccréditée par TEQSA pour une période de 5 ans, jusqu'en septembre 2024.
En 2020, Strategic Education, Inc est devenue le nouveau propriétaire de Torrens University Australia. Cette nouvelle alliance a créé un réseau mondial de plus de 100 000 étudiants à travers le monde.

## Campus
Depuis 2021, Torrens University possède des campus dans et autour de cinq villes en Australie, un en Nouvelle-Zélande et un en Chine. On compte environ 20 000 étudiants inscrits.

### Adélaïde
Adelaide a été la première ville en Australie où Torrens University a ouvert son premier campus en 2013. Ce campus était situé dans le bâtiment historique classé au patrimoine, le Torrens Building, sur Victoria Square/Tarndanyangga, dans le centre-ville,.
Le 3 août 2015, l'université a ouvert un nouveau campus juste en bas de la route, dans l'ancienne usine de biscuits Menz sur Wakefield Street. À partir de 2019, le Torrens Building n'est plus répertorié comme un autre campus. Il existe un autre campus à Adelaide sur la rue Pulteney. Ce campus est le hub de la Blue Mountains International Hotel Management School au centre du CBD d'Adelaide, exclusivement destiné aux étudiants en Master of International Hotel Management.

### Brisbane
Il y a deux campus à Brisbane: le campus de Fortitude Valley, situé à proximité du Storey Bridge, propose une gamme de cours et de diplômes en Design et Technologie, Santé et Éducation, ainsi que de Commerce et d'Hôtellerie, en plus du Centre de Langues. Le campus de Gotha Street propose une variété de cours et de diplômes dans le domaine de la santé.

### Melbourne
Melbourne accueille un campus situé sur Flinders Street à Melbourne et le Practice Wellbeing Centre situé à Fitzroy.

### Sydney et les Blue Mountains
Il y a trois campus dans la région de Sydney. Ces campus comprennent le campus d'Ultimo, Surry Hills et le campus des Blue Mountains en périphérie de Sydney. Le campus des Blue Mountains est situé dans la banlieue de Leura, à proximité de Katoomba. Ce campus abrite le Practical Learning Centre de l'Université, un environnement d'hôtel simulé où les étudiants apprennent la gestion hôtelière dans le cadre de leur développement pratique. Le campus d'Ultimo accueille les étudiants en Design & Technologie, tandis que son campus le plus récent, le campus de Surry Hills, accueille les étudiants de toutes les autres facultés, ainsi que le Centre de Langues, et se trouve à quelques minutes de la gare centrale de Sydney.

### Auckland, Nouvelle-Zélande
Media Design School propose une gamme de cours en design et en technologie.

### Suzhou, Chine
Ce campus abrite le BMIHMS de l'Université Torrens, exploité en partenariat avec le Suzhou Tourism and Finance Institute. Ce campus se trouve à proximité de Shanghai et propose des formations en service de restauration, gestion de réception, relations clients et entretien ménager.

## Organisation et universitaires

### Écoles
- APM College of Business and Communication - APM a été créée il y a plus de 25 ans [18] et propose des diplômes en commerce et des diplômes professionnels, ainsi que la possibilité d'accéder à une maîtrise.
- Billy Blue College of Design - Billy Blue College [19] a été créé par des designers pour des designers, proposant des cours appropriés pour les futurs professionnels du design. L'université a commencé comme un magazine, puis s'est transformée en agence de design. Elle est ensuite devenue une école et maintenant, enfin, une université.
- Chifley Business School - Depuis plus de deux décennies, Chifley [20] propose une formation commerciale en Australie et à l'étranger à travers une gamme de cours de troisième cycle destinés à ceux qui cherchent à poursuivre une carrière dans les ressources, l'ingénierie et les technologies de l'information.
- Media Design School - Media Design School a été fondée pour fournir des diplômés formés aux entreprises numériques et technologiques.
- École supérieure du Real Madrid (Universidad Europea) - L'École supérieure du Real Madrid a été lancée en 2006 pour former à toutes les disciplines liées au sport.
- Blue Mountains International Hotel Management School (ou BMIHMS) - a été ouverte en 1991 et se concentre sur la formation en gestion hôtelière. Elle est numéro 1 en Océanie par matière 2019 selon le classement QS World University [21] Hospitality and Leisure Management[22], et numéro 1 en Australie et en Asie-Pacifique en 2020 selon Kantar. Management[22], et numéro 1 en Australie et en Asie-Pacifique en 2020 selon Kantar[21].
- Torrens University Language Center (TULC) - Le Torrens University Language Center [23] propose des programmes d'anglais en Australie depuis plus de 20 ans. Fondé en 1995, le centre propose des cours d'anglais académique et général à des étudiants du monde entier.
- William Blue College of Hospitality Management - collège hôtelier privé proposant des diplômes de licence, des diplômes associés et des cours diplômants spécialisés dans la gestion du tourisme et de l'hôtellerie, y compris des stages auprès de partenaires industriels.

### Instituts et centres de recherche
- Le Centre de recherche et d'optimisation en intelligence artificielle (AIRO) se concentre sur la recherche dans deux domaines scientifiques : l'intelligence artificielle et l'optimisation[24].
- Le Centre pour le changement organisationnel et l'agilité (COCA) couvre des sujets de recherche allant de la comptabilité, de la finance, de la gestion de projets mondiaux, de l'offre et de la valeur mondiales, du leadership, des systèmes d'entreprise, des services commerciaux, du tourisme, de la stratégie, de la gestion et du comportement organisationnel[25].
- Le Centre pour un avenir en bonne santé (CHEF) vise la prévention et le traitement des maladies chroniques et l'amélioration du bien-être individuel. Grâce à la recherche sur les facteurs environnementaux, de style de vie et économiques qui ont un impact sur la santé et la qualité de vie, et en mettant un accent particulier sur la santé et le bien-être tout au long de la vie, cette recherche contribue également à une meilleure compréhension des systèmes de santé et au développement de technologies pour la santé des individus et de l'ensemble de la population[26].
- Le Centre pour la santé publique, l'équité et l'épanouissement humain (PHEHF) [27] mène des recherches transdisciplinaires pour aborder les problèmes de santé publique complexes et critiques de notre époque.
- Le Centre pour un développement durable et sain (CHSD) [28] mène des recherches interdisciplinaires, interdisciplinaires et transdisciplinaires pour aborder les questions politiques complexes et importantes de notre époque, qui sont alignées sur les objectifs de développement durable des Nations unies.
- Unité de développement de l'information sur la santé publique (PHIDU) – Depuis sa création grâce au financement du gouvernement australien en 1999, la PHIDU s'est engagée à fournir des informations sur un large éventail de déterminants de la santé et autres tout au long de la vie. Situé à l'Université Torrens d'Australie depuis novembre 2015, l'accent continue d'être mis sur la publication de statistiques régionales. Depuis 2008, PHIDU offre un accès en ligne gratuit à une gamme de données que les chercheurs peuvent consulter[29].

### Initiatives
Le 2 avril 2018, l'Université Torrens d'Australie a lancé un cours en ligne gratuit intitulé « Les voix de l'autisme »  pour célébrer la Journée mondiale de sensibilisation à l'autisme.
En juillet 2021, l'Université Torrens d'Australie a lancé un autre cours en ligne gratuit, le cours abrégé Thin Ice VR. Co-conçu par le scientifique environnemental Tim Jarvis AM et le conférencier James Calvert, il explore les coulisses de la production de réalité virtuelle « Thin Ice » pour enseigner les technologies créatives utilisées pour recréer des lieux de l'Antarctique en 3D réaliste. En 2022, Thin Ice VR a remporté plusieurs prix, dont celui du meilleur court métrage en réalité virtuelle au Festival des films du monde de Cannes.
Le 25 janvier 2022, l'Université Torrens d'Australie a lancé une série de podcasts en 9 parties mettant en vedette des chercheurs de l'Université Torrens, qui travaillent à résoudre des problèmes mondiaux complexes et à propulser l'innovation. Le podcast a été enregistré en Australie et en Nouvelle-Zélande.

## Classements
- Top 10 pour la qualité de l'enseignement [33]
- Top 10 pour l'expérience éducative [33]
- Classement mondial des MBA en ligne (CEO Magazine 25 ) Statut de niveau un trois années de suite
- Reconnue comme l'une des entreprises les plus innovantes d'Australie trois années de suite (2020 et 2021) (AFR)
- BMIHMS de Suzhou nommée école hôtelière la plus respectée de Chine 2021 [34]
- Reconnue par le magazine CEOWORLD comme l'une des meilleures universités d'Australie pour étudier le génie logiciel en 2021.
- Classé 2 e pour l'emploi global des diplômés internationaux de premier cycle en Australie [35]
- Classé 4 e pour l'emploi à temps plein pour les diplômés internationaux de premier cycle
- Les étudiants de troisième cycle gagnent un salaire parmi les 20% les plus riches en Australie[36].
- L'école de design médiatique s'est classée n°1 en Nouvelle-Zélande et n°2 en Australasie, avec Billy Blue au n°7 dans le classement mondial des collèges 2020 d'Animation Career Review.
- L'école de design médiatique classée n°1 des écoles de technologie créative dans l'hémisphère sud – The Rookies 2021 [37]
- Classée parmi les 12 meilleures écoles d’animation au monde – Animation Career Review 2021 [38]

## Prix et distinctions
- Prix ASCILITE de l'innovation 2022 [39] - studio de design virtuel
- Le professeur Seyedali Mirjalili est nommé chercheur numéro 1 en intelligence artificielle dans le monde par le magazine Australian Research 2023 [40]
- Prix Catalyst 2022 dans la catégorie Enseignement et apprentissage - studio de design virtuel [41]
- Linda Brown, PDG et présidente de l'Université Torrens | Entrepreneur EY de l’année™ Australie 2021 [42]

- MBA classé par CEO Magazine comme MBA de niveau 1 pendant 3 années consécutives (2022) [43]

## Des personnes remarquables

### Vice-chanceliers
- Alwyn Louw (2020-présent) [44]
- Justin Beilby (2015-2019 [45] ) [46]
- Fred McDougall (2012-2015) [4]

### Chanceliers
- Jim Varghese AM (2022-présent) [47]
- Michael Mann AM (2012-2021) [48]

### Président
- Linda Brown (2014-présent) [48]

### Personnel remarquable
- Darren Peters
- Victoria Pendergast

### Faculté remarquable
- Craig Foster
- Stéphanie Kelton [49]
- Sedeyali (Ali) Mirjalili [50]
- Andy Sang [51]

## Anciens élèves notables

### Université de Torrens
- Golgol Mebrahtu, footballeur professionnel
- Alex Wilkinson, footballeur professionnel [Alumni 1]
- Jonathon Giles, joueur professionnel de l'AFL
- Oscar McInerney, joueur professionnel de l'AFL
- Paul Seedsman, joueur professionnel de l'AFL
- Daniel Menzel, joueur professionnel de l'AFL
- Mackenzie Arnold, joueur de football professionnel [Alumni 2]
- Caitlin Foord, footballeuse d'Arsenal [Alumni 2]
- Reilly O'Brien, joueur professionnel de l'AFL [Alumni 3]
- Leah Kaslar, joueuse professionnelle de l'AFL [Alumni 4]

## Voir également
- Liste des universités en Australie